# Operación Vampiro
Operación Vampiro (Operation Vampyr) es una novela de terror y vampiros ambientada en la Segunda Guerra Mundial. Fue escrita por el autor David Bishop y publicada en el año 2005.
Es la primera novela de la trilogía Demonios del Frente Oriental, que continúa con El ejército rojo (2006) y Twilight of the Dead (2006) (no traducida al español). La novela Fiends of the Rising Sun (2007) es independiente y traslada el escenario de la Segunda Guerra Mundial al Pacífico.

## Sinopsis
La historia comienza en Rusia, en el año 1941, cuando el ejército nazi invade el país y se abre paso a través de sus defensas. Un joven e idealista soldado alemán, Hans Vollmer, se une al frente la víspera de la invasión de Rusia. Los alemanes avanzan acompañados por una compañía rumana, dirigida por el misterioso Lord Constanta.
Pronto comienza a producirse extraños sucesos: Los servidores de Lord Constanta nunca aparecen a la luz del día. Los rusos muertos muestran expresiones de terror absoluto y sus cuerpos aparecen desangrados.
Finalmente Hans Vollmer descubre que Lord Constanta es un poderoso vampiro con numerosos servidores no muertos que pueden convertirse en niebla, murciélagos y lobos. No les gusta el símbolo de la cruz, pueden ser dañados por la plata y se convierten en cenizas si son alcanzados por la luz del sol. Poco a poco Hans Vollmer y sus compañeros descubren la naturaleza de los siniestros del Führer y que los vampiros tienen sus propios planes.
Lord Constanta y los vampiros pretenden derrotar a los soviéticos, y tras apoderarse de su país, atacar a Alemania hasta apoderarse del mundo entero, implantando un nuevo orden en el que los vampiros gobernarán a los humanos.
Hans convence a sus hermanos Klaus y Ralf y deciden conspirar contra Constanta para detenerlo.